# Alan Grayson
Alan Mark Grayson, född 13 mars 1958 i New York, är en amerikansk demokratisk politiker. Han representerade delstaten Floridas åttonde distrikt i USA:s representanthus 2009-2011 och Floridas nionde distrikt 2013-2017.
Den 27 mars 2021 meddelade Grayson sin kandidatur till senatsvalet i Florida 2022 för att utmana Marco Rubio.

## Studier och karriär
Grayson avlade sin grundexamen vid Harvard, där han också avlade sin juristexamen och sin master. Han arbetade sedan som advokat och som affärsman. Grayson kandiderade i demokraternas primärval inför kongressvalet i USA 2006. Han förlorade mot Charlie Stuart som i sin tur förlorade i själva kongressvalet mot sittande kongressledamoten Ric Keller. Grayson besegrade Stuart i demokraternas primärval inför kongressvalet i USA 2008. Han besegrade sedan Keller i själva kongressvalet med 52% av rösterna mot 48% för Keller. I valet 2010 förlorade Grayson sin kongressplats till republikanen Daniel Webster.

## Graysons syn på banksystemet
Grayson har stött Ron Pauls krav på granskning av Federal Reserve (Audit the Fed legislation). Han är också en medsponsor av Federal Reserve Transparency Act of 2009, vilken är en lag som skall möjliggöra en utförlig granskning av Federal Reserve. I mars 2009, efter skandalen med bonusar inom AIG, introducerade Grayson tillsammans med demokraten Jim Himes från Connecticut Grayson-Himes Pay for Performance Act. Det är en lag som kräver att alla bonusar som betalas ut av företag som fått bidrag under Emergency Economic Stabilization Act of 2008 måste grundas på framgång. Lagförslaget medsponsrades av åtta andra ledamöter. Den 26 mars antogs lagen av House Financial Services Committee med rösterna 38-22. Den 1 april passerade lagen genom representanthuset med rösterna 247-171.